# لاك إلسينوري (كاليفورنيا)
لاك إلسينوري (بالإنجليزية: Lake Elsinore )‏ هي إحدى مدن مقاطعة ريفيرسيدي، كاليفورنيا. تم إعطاءها لقب مدينة في 9 أبريل، 1888.

## المناخ
يظهر الجدول التالي التغييرات المناخية على مدار السنة للاك إلسينوري:
| البيانات المناخية لـلاك إلسينوري   | البيانات المناخية لـلاك إلسينوري | البيانات المناخية لـلاك إلسينوري | البيانات المناخية لـلاك إلسينوري | البيانات المناخية لـلاك إلسينوري | البيانات المناخية لـلاك إلسينوري | البيانات المناخية لـلاك إلسينوري | البيانات المناخية لـلاك إلسينوري | البيانات المناخية لـلاك إلسينوري | البيانات المناخية لـلاك إلسينوري | البيانات المناخية لـلاك إلسينوري | البيانات المناخية لـلاك إلسينوري | البيانات المناخية لـلاك إلسينوري | البيانات المناخية لـلاك إلسينوري |
| الشهر                              | يناير                            | فبراير                           | مارس                             | أبريل                            | مايو                             | يونيو                            | يوليو                            | أغسطس                            | سبتمبر                           | أكتوبر                           | نوفمبر                           | ديسمبر                           | المعدل السنوي                    |
| ---------------------------------- | -------------------------------- | -------------------------------- | -------------------------------- | -------------------------------- | -------------------------------- | -------------------------------- | -------------------------------- | -------------------------------- | -------------------------------- | -------------------------------- | -------------------------------- | -------------------------------- | -------------------------------- |
| الدرجة القصوى °ف (°م)              | 91 (33)                          | 95 (35)                          | 103 (39)                         | 109 (43)                         | 109 (43)                         | 114 (46)                         | 117 (47)                         | 118 (48)                         | 114 (46)                         | 110 (43)                         | 98 (37)                          | 90 (32)                          | 118 (48)                         |
| متوسط درجة الحرارة الكبرى °ف (°م)  | 65.4 (18.6)                      | 67.5 (19.7)                      | 71.0 (21.7)                      | 76.3 (24.6)                      | 81.8 (27.7)                      | 90.5 (32.5)                      | 98.1 (36.7)                      | 98.1 (36.7)                      | 93.5 (34.2)                      | 83.7 (28.7)                      | 74.1 (23.4)                      | 66.9 (19.4)                      | 80.58 (26.99)                    |
| متوسط درجة الحرارة الصغرى °ف (°م)  | 36.4 (2.4)                       | 38.7 (3.7)                       | 41.2 (5.1)                       | 44.7 (7.1)                       | 49.8 (9.9)                       | 54.1 (12.3)                      | 59.4 (15.2)                      | 59.8 (15.4)                      | 55.8 (13.2)                      | 48.8 (9.3)                       | 41.1 (5.1)                       | 36.5 (2.5)                       | 47.19 (8.44)                     |
| أدنى درجة حرارة °ف (°م)            | 15 (−9)                          | 19 (−7)                          | 24 (−4)                          | 24 (−4)                          | 31 (−1)                          | 35 (2)                           | 41 (5)                           | 40 (4)                           | 32 (0)                           | 25 (−4)                          | 20 (−7)                          | 10 (−12)                         | 10 (−12)                         |
| معدل هطول الأمطار إنش (مم)         | 2.47 (63)                        | 2.54 (65)                        | 2.03 (52)                        | 0.75 (19)                        | 0.23 (5.8)                       | 0.02 (0.51)                      | 0.08 (2.0)                       | 0.12 (3.0)                       | 0.26 (6.6)                       | 0.51 (13)                        | 0.99 (25)                        | 2.01 (51)                        | 12.01 (305.91)                   |
| متوسط الأيام الممطرة (≥ 0.01 inch) | 6                                | 6                                | 5                                | 3                                | 1                                | 0                                | 0                                | 1                                | 1                                | 2                                | 3                                | 5                                | 33                               |
| المصدر:                            |                                  |                                  |                                  |                                  |                                  |                                  |                                  |                                  |                                  |                                  |                                  |                                  |                                  |

## توأمة
للاك إلسينوري (كاليفورنيا) اتفاقيات توأمة مع:
- هيليسينكور

## أعلام
- إيرون ماكسي
- جو دودغ
- ماوريسيو هيريرا
- توم مالون
- أبريل ماتسون

## الموقع الجغرافي
الموقع الجغرافي للمناطق المحيطة بهذه النقطة هو كالتالي: